# Medemblik (gemeente)

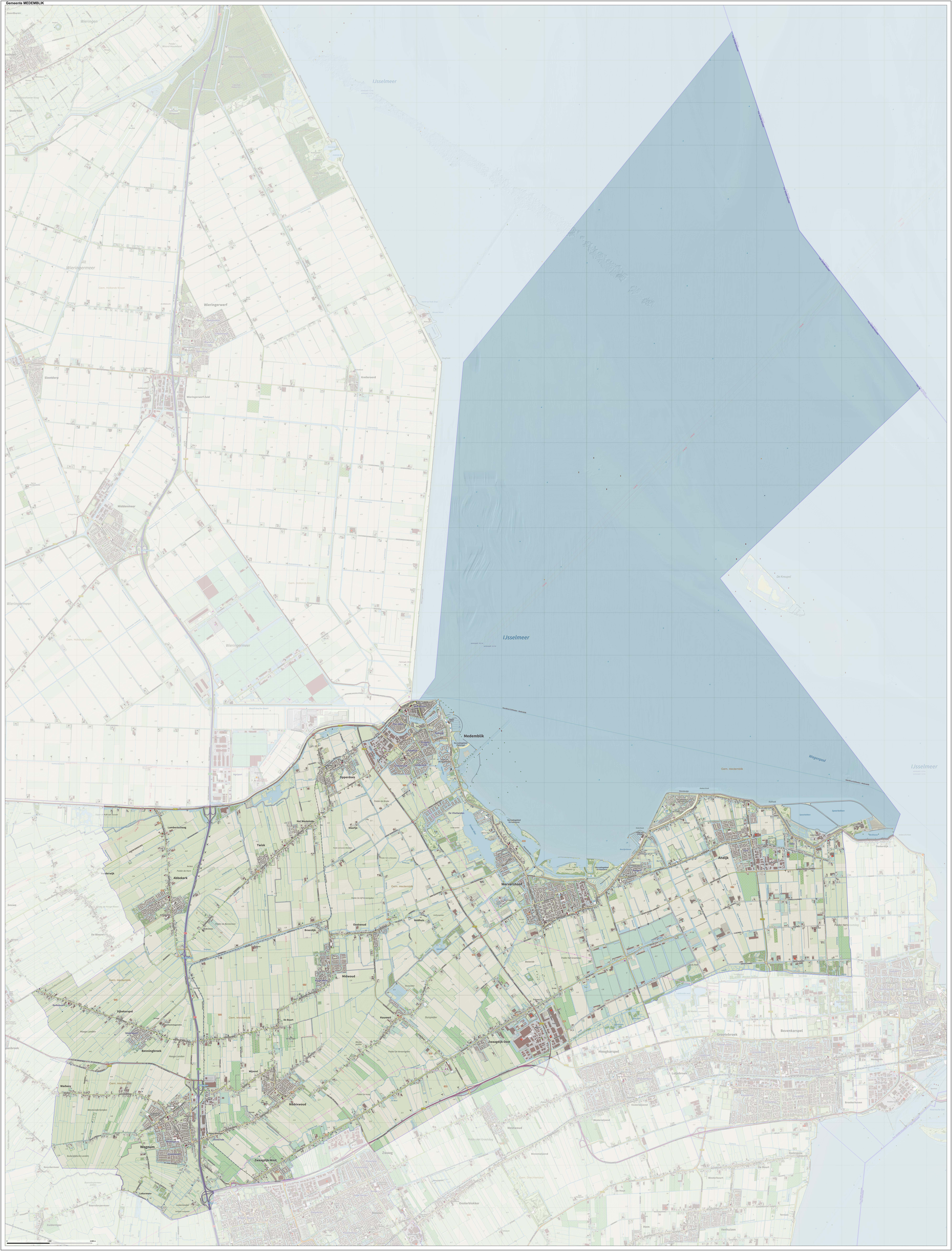
Topografische gemeentekaart van Medemblik, februari 2018

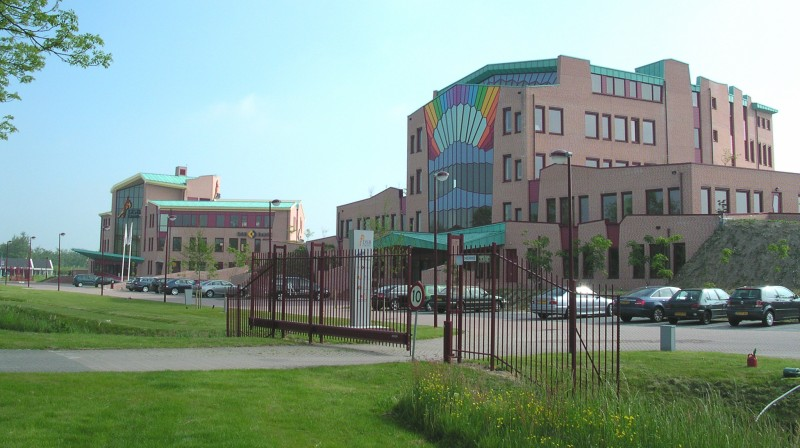
Het gemeentehuis van de gemeente Medemblik in Wognum, voorheen het hoofdkantoor van DSB.

Medemblik (uitspraakⓘ) is een gemeente in de regio West-Friesland, in de Nederlandse provincie Noord-Holland.

## Geschiedenis
Medemblik is de oudste stad van West-Friesland: het verkreeg in 1289 stadsrechten van graaf Floris V, die toen net West-Friesland definitief had onderworpen aan zijn grafelijke gezag. 
De gemeenteraad vergadert in Wognum, in het voormalige hoofdkantoor van de failliete DSB Bank en DSB Beheer. Hier is ook de ambtelijke organisatie van de gemeente gevestigd. Deze kantoorpanden zijn in 2010 door de te fuseren gemeenten opgekocht. Hiermee waren nieuwbouwplannen voor een gemeentehuis in de stad Medemblik van de baan. In afwachting van definitieve huisvesting was de gemeentelijke organisatie van 2007 tot en met 2010 verspreid over de gemeentehuizen van de voormalige gemeenten Medemblik, Noorder-Koggenland en Wognum.

## Voorgaande gemeenten
Tot 2007 viel onder de gemeente Medemblik alleen de stad Medemblik.
Op 1 januari 2007 zijn de gemeenten Noorder-Koggenland, Wognum (met uitzondering van een kleine strook grond die overging naar de gemeente Hoorn) en Medemblik gefuseerd tot één nieuwe gemeente onder de naam Medemblik. 
Op 1 januari 2011 fuseerde Medemblik met de gemeenten Wervershoof en Andijk. Ook hierbij kreeg de fusiegemeente de naam Medemblik. De zo ontstane gemeente had op dat moment circa 42.700 inwoners.

### Overzicht voorgangers
Per 1 januari 2011 samengevoegd:
- Gemeente Andijk
- Gemeente Medemblik
- Gemeente Wervershoof (inclusief Onderdijk en Zwaagdijk-Oost, tot 01-12-2011 officieel Zwaagdijk)

Per 1 januari 2007 samengevoegd:
- Noorder-Koggenland
- Medemblik
- Wognum

Noorder-Koggenland ontstond op 1 januari 1979 door samenvoeging van:
- Abbekerk (inclusief Lambertschaag)
- Midwoud (inclusief Oostwoud)
- Opperdoes
- Sijbekarspel (inclusief Benningbroek)
- Twisk
- Hauwert (was gemeente Nibbixwoud)

Oostwoud was aan het begin van de 19e eeuw kort een zelfstandige gemeente.
De Notweg in Hauwert behoorde tot 01-01-1979 bij de gemeente Wervershoof.
Gemeente Wognum bestond tot 01-01-2007 uit:
- Wognum
- Wadway
- Nibbixwoud (sinds 01-01-1979)
- Zwaagdijk-West, tot 01-12-2011 officieel Zwaagdijk

Zwaagdijk(-Oost) bestond vroeger uit Hoog- en Laag-Zwaagdijk. De banne Hoog- en Laag-Zwaagdijk viel tot 1795 onder Medemblik. Van 1795 tot 1812 was het zelfstandig en van 1812 tot 1844 behoorde het tot gemeente Zwaag. In 1844 werd het een min of meer zelfstandige gemeente, maar formeel gezien bleef de gemeente Zwaag wel verantwoordelijk. Vanaf 1867 vielen Hoog- en Laag Zwaagdijk onder de gemeente Wervershoof en verdween langzaam ook de benaming. 
Tot 1 januari 2007 behoorde Zwaagdijk-West tot de gemeente Wognum, die per deze datum is opgegaan in de gemeente Medemblik. Sinds 1 januari 2011 behoort ook Zwaagdijk-Oost tot de gemeente Medemblik, na samenvoeging met gemeente Wervershoof.
De gemeente Medemblik heeft per 1 december 2011 de naam Zwaagdijk vervangen door Zwaagdijk-Oost en Zwaagdijk-West.

## Kernen binnen de gemeente
| Plaatsen - Abbekerk - Andijk - Benningbroek - Hauwert - Lambertschaag - Medemblik - Midwoud - Nibbixwoud - Onderdijk - Oostwoud - Opperdoes - Sijbekarspel - Twisk - Wadway (gedeeltelijk) - Wognum - Wervershoof - Zwaagdijk-Oost - Zwaagdijk-West | Buurtschappen: - 't Westeinde - 't Slot - Bangert - Bennemeer - Broerdijk - De Buurt - Het Hoogeland - Kerkbuurt - Koppershorn - Lekermeer - Munnikij - Veldhuis - Wijzend - Zomerdijk |

## Aangrenzende gemeenten
| Aangrenzende gemeenten | Aangrenzende gemeenten | Aangrenzende gemeenten | Aangrenzende gemeenten | Aangrenzende gemeenten            |
| ---------------------- | ---------------------- | ---------------------- | ---------------------- | --------------------------------- |
| Hollands Kroon         |                        |                        |                        | Súdwest-Fryslân (Fr) (IJsselmeer) |
|                        |                        |                        |                        |                                   |
| Opmeer                 | Enkhuizen              |                        |                        |                                   |
|                        |                        |                        |                        |                                   |
| Koggenland             |                        | Hoorn                  |                        | Drechterland Stede Broec          |

## Burgemeester en wethouders
Burgemeester:
- Michiel Pijl (CDA, sinds 26 september 2023).

Wethouders:
- Harry Nederpelt (CDA);
- Gerben Gringhuis (Gemeentebelangen);
- Jeroen Broeders (Morgen);
- Yannick Nijsingh (D66).

## Gemeenteraad
De gemeenteraad van Medemblik bestaat uit 29 zetels. Hieronder staat de samenstelling van de gemeenteraad sinds 2010:
| Hart voor Medemblik                   | -      | -  | -  | 6  |
| CDA Medemblik                         | 6*     | 7* | 6* | 5* |
| Gemeentebelangen Medemblik            | 3*     | 4* | 5* | 5* |
| VVD Medemblik                         | 8*     | 5  | 6* | 5  |
| MORGEN! in Medemblik                  | -      | -  | -  | 4* |
| D66 Medemblik                         | 1      | 3* | 2  | 2* |
| GroenLinks Medemblik                  | -      | 1  | 1  | 1  |
| ChristenUnie                          | 1      | 1  | 1  | 1  |
| PvdA**                                | 2*     | 2  | 2* | -  |
| Progressief West-Friesland**          | -      | 2  | 2  | -  |
| PW 2010**                             | 1      | 1  | 1  | -  |
| BAMM                                  | -      | 1  | 1  | -  |
| Progressief West-Friesland/GroenLinks | 2      | -  |    | -  |
| Onafhankelijke Westfriese Partij      | 1      | -  | -  | -  |
| Andijker Belang                       | 1      | -  | -  | -  |
| Fractie Diergaarde                    | 1      | -  | -  | -  |
| Totaal                                | 27     | 27 | 27 | 29 |
| Opkomst                               | 46,38% |    |    |    |

* Vertegenwoordigers van de dikgedrukte fracties vormden de coalitie die vervolgens de wethouders afvaardigden naar het college van burgemeester en wethouders.
** De fracties PvdA, Progressief West-Friesland en PW 2010 zijn voor de verkiezingen van 2022 gefuseerd tot MORGEN!

### Coalitiesamenstellingen
2010-2014: VVD (8), CDA (6), GemeenteBelangen (3) en PvdA (2).
2014-2018: CDA (7), GemeenteBelangen (4) en D66 (3)
2018-2022: VVD (6), CDA (6), GemeenteBelangen (5) en PvdA (2). De fusiepartij MORGEN sloot later aan.
2022-heden: CDA (6), GemeenteBelangen (5), Morgen (4) en D66 (2)

## Cultuur

### Monumenten
In de gemeente zijn er een aantal rijksmonumenten en oorlogsmonumenten, zie:
- Lijst van rijksmonumenten in Medemblik (gemeente)
- Lijst van gemeentelijke monumenten in Medemblik
- Lijst van oorlogsmonumenten in Medemblik

### Kerkgebouwen
De gemeente Medemblik kent verschillende kerkgebouwen van verschillende gezindten. Voor een overzicht, zie:
- Lijst van kerken in Medemblik

### Kunst in de openbare ruimte
In de gemeente zijn diverse beelden, sculpturen en objecten geplaatst in de openbare ruimte, zie:
- Lijst van beelden in Medemblik

Stad: Medemblik

Dorpen: Abbekerk · Andijk · Benningbroek · Hauwert · Lambertschaag · Midwoud · Nibbixwoud · Onderdijk · Oostwoud · Opperdoes · Sijbekarspel · Twisk · Wadway (deels) · Wervershoof · Wognum · Zwaagdijk (Zwaagdijk-Oost en Zwaagdijk-West)

Buurtschappen: Bangert · Bennemeer · Broerdijk · De Buurt · Het Hoogeland · Kerkbuurt · Koppershorn · Lekermeer · Munnikij · 't Slot · Veldhuis · Het Westeinde · Wijzend · Zomerdijk

Noord-Holland: Steden en dorpen in Noord-Holland      Nederland: Provincies · Gemeenten
Alkmaar ·    Dijk en Waard  · Drechterland · Enkhuizen  · Hollands Kroon · Hoorn · Koggenland  · Medemblik · Opmeer · Schagen · Stede Broec
Aalsmeer · Alkmaar · Amstelveen · Amsterdam · Bergen · Beverwijk · Blaricum · Bloemendaal · Castricum · Den Helder · Diemen · Dijk en Waard · Drechterland · Edam-Volendam · Enkhuizen · Gooise Meren · Haarlem ·  Haarlemmermeer · Heemskerk · Heemstede · Heiloo · Hilversum · Hollands Kroon · Hoorn · Huizen · Koggenland · Landsmeer · Laren · Medemblik · Oostzaan · Opmeer · Ouder-Amstel · Purmerend · Schagen · Stede Broec · Texel · Uitgeest · Uithoorn · Velsen · Waterland · Wijdemeren · Wormerland · Zaanstad · Zandvoort

Steden en dorpen · Voormalige gemeenten · Nederland: Provincies · Gemeenten